# Dipartimento di Nkam
Il dipartimento di Nkam è un dipartimento del Camerun nella Regione del Litorale.

## Comuni
Il dipartimento è suddiviso in 4 comuni:
- Nord Makombé
- Nkondjock
- Yabassi
- Yingui